# Четверин, Александр Борисович
Алекса́ндр Бори́сович Четвери́н (род. 20 мая 1953) — российский молекулярный биолог, доктор биологических наук с 1995 г., профессор молекулярной биологии, член-корреспондент РАН по секции физико-химической биологии с 30 мая 1997 г., заведующий лабораторией биохимии вирусных РНК в Институте белка РАН с 1998 г., ученик академика Спирина А.С.

## Научная деятельность
Четверин работал в области генетической инженерии (создание векторов нового типа для клонирования матричной рибонуклеиновой кислоты — мРНК).
В 1991 году в Институте белка РАН Четвериным с сотрудниками был изобретён метод молекулярных колоний, суть которого состоит в том, что при создании соответствующих условий РНК или ДНК размножают в слое геля, благодаря чему потомство каждой молекулы образует колонию, а не распространяется по реакционному объёму. Поскольку матрикс геля предотвращает конвекцию заключённой в нём жидкости и ограничивает диффузию нуклеиновых кислот, продукты размножения не распространяются в реакционной среде, а образуют более или менее компактные молекулярные колонии наподобие колоний бактерий, растущих на поверхности питательного агара. Если размножение осуществляют в тонком слое геля, то образуется двумерный рисунок колоний, каждая из которых представляет собой многочисленные копии (клоны) одной исходной молекулы РНК или ДНК.
Метод молекулярных колоний позволил установить источник матриц в так называемом «безматричном» синтезе РНК, осуществляемом Qβ-репликазой (РНК-зависимой РНК-полимеразой бактериофага Qβ ) в бесклеточной системе, а также исследовать in vitro крайне редкие реакции рекомбинаций между молекулами РНК, что привело к открытию способности молекул РНК спонтанно перестраивать свои нуклеотидные последовательности в физиологических условиях. Эти эксперименты косвенно свидетельствуют в пользу гипотезы РНК-мира.
Лабораторией Четверина были также разработаны разнообразные практические приложения метода молекулярных колоний, в том числе внеклеточное клонирование и скрининг генов, а также цифровая диагностика, обеспечивающая надёжное обнаружение одной молекулы ДНК и двух молекул РНК в 100 мкл цельной крови, что позволяет осуществлять сверхчувствительную диагностику вирусных и онкологических заболеваний.

## Награды и премии
В 1995 году Четверин А.Б. стал лауреатом премии имени А. Н. Белозерского за серию работ по созданию бесклеточной системы репликации, экспрессии и клонирования РНК.

## Публикации
Четверин А.Б. является соавтором следующих публикаций:
- Четверин А.Б., Четверина Е.В. 2002. Точная диагностика с помощью молекулярных колоний. Молекуляр. биология. 36.
- Четверин А.Б., Четверина Е.В. 2003. Преодоление проблем ПЦР-диагностики с помощью метода молекулярных колоний. Молекуляр. медицина. 2.
- Четверина Е.В., Четверин А.Б. 2008. Наноколонии: обнаружение, клонирование и анализ индивидуальных молекул. Успехи биол. химии. 48.
- Chetverin A.B., Chetverina H.V. 2008. Molecular colony technique: a new tool for biomedical research and clinical practice. Prog. Nucleic Acid Res. Mol. Biol. 82.
- Chetverin A.B., Chetverina H.V., Munishkin A.V. On the nature of spontaneous RNA synthesis by Qb replicase // J. Mol. Biol. 1991. V. 222. P. 3-9.
- Chetverina H.V., Chetverin A.B. Cloning of RNA molecules in vitro // Nucleic Acids Research. 1993. V. 21. P. 2349-2353.   PMID 7685078.
- Chetverina H.V., Demidenko А.А., Ugarov V.I., Chetverin A.B. Spontaneous rearrangements in RNA sequences // FEBS Letters. 1999. V. 450. P. 89-94.
- Munishkin A.V., Voronin L.A., Ugarov V.I., Bondareva L.A., Chetverina H.V. and Chetverin A.B. Efficient templates for Qb replicase are formed by recombination from heterologous sequences. - J. Mol. Biol., 1991, v. 221, p. 463-472.
- Morozov I.Yu., Ugarov V.I., Chetverin A.B. and Spirin A.S. Synergism in replication and translation of messenger RNA in a cell-free system. - Proc. Natl. Acad. Sci. U.S.A., 1993, v. 90, p. 9325-9329.
- Chetverin A.B. and Kramer F.R. Oligonucleotide arrays: New concepts and possibilities. - Bio/Technology, 1994, v. 12, p. 1093-1099.
- Chetverin A.B. and Spirin A.S. Replicable RNA vectors: Prospects for cell-free gene amplification, expression and cloning. - Prog. Nucleic Acid Res. Mol. Biol., 1995, v. 51, p. 225-270.
- Chetverin A.B., Chetverina H.V., Demidenko A.A. and Ugarov V.I. Nonhomologous RNA recombination in a cell-free system: evidence for a transesterification mechanism guided by secondary structure. – Cell, 1997, v. 88, p. 503-513.
- Chetverin A.B. and Chetverina H.V. Method for amplification of nucleic acids in solid media. U.S. Patent 5, 1997, v. 616, p. 478.
- Chetverin A.B. The puzzle of RNA recombination. FEBS Lett., 1999, v. 460, p. 1-5.
- Gmyl A.P., Belousov E.V., Maslova S.V., Khitrina E.V., Chetverin A.B. and Agol V.I. Nonreplicative RNA recombination in poliovirus. - J. Virol., 1999, v. 73, p. 8958-8965.
- Vasilyev N.N., Kutlubaeva Z.S., Ugarov V.I., Chetverina H.V., Chetverin A.B. Ribosomal protein S1 functions as a termination factor in RNA synthesis by Qβ phage replicase. - Nat. Commun., 2013, v. 4, article number 1781.

## Патенты
- Четверин А.Б., Четверина Е.В. 1995. Способ размножения нуклеиновых кислот, способ их экспрессии и среда для их осуществления. Патент РФ № 2048522.
- Четверин А.Б., Четверина Е.В. 1998. Способ клонирования нуклеиновых кислот. Патент РФ № 2114175.
- Четверин А.Б., Четверина Е.В. 1998. Способ диагностики нуклеиновых кислот. Патент РФ № 2114915.
- Chetverin A.B., Chetverina H.V. 1997. Method for amplification of nucleic acids in solid media. U.S. Patent 5,616,478.
- Chetverin A.B., Chetverina H.V. 1999. Method for amplification of nucleic acids in solid media and its application for nucleic acid cloning and diagnostics. U.S. Patent 5,958,698.
- Chetverin A.B., Chetverina H.V. 1999. Solid medium for amplification and expression of nucleic acids as colonies. U.S. Patent 6,001,568.